# Провулок Івана Підкови (Тернопіль)
Провулок Івана Підкови — провулок в житловому масиві «Східний» міста Тернополя. Названий на честь козацького кошового отамана Івана Підкови.

## Відомості
Розпочинається від вулиці Татарської, пролягає на північний схід та закінчується неподалік вулиці Глибокої. На провулку розташовані переважно приватні будинки.

## Транспорт
Рух провулком — двосторонній, дорожнє покриття — асфальт. Громадський транспорт провулком не курсує, найближчі зупинки знаходяться на вулицях Дівочій та Глибокій.